# Sirococcus clavigignenti-juglandacearum
Sirococcus clavigignenti-juglandacearum är en svampart som beskrevs av N.B. Nair, Kostichka & J.E. Kuntze 1979. Sirococcus clavigignenti-juglandacearum ingår i släktet Sirococcus, ordningen Diaporthales, klassen Sordariomycetes, divisionen sporsäcksvampar och riket svampar.   Inga underarter finns listade i Catalogue of Life.

## Källor

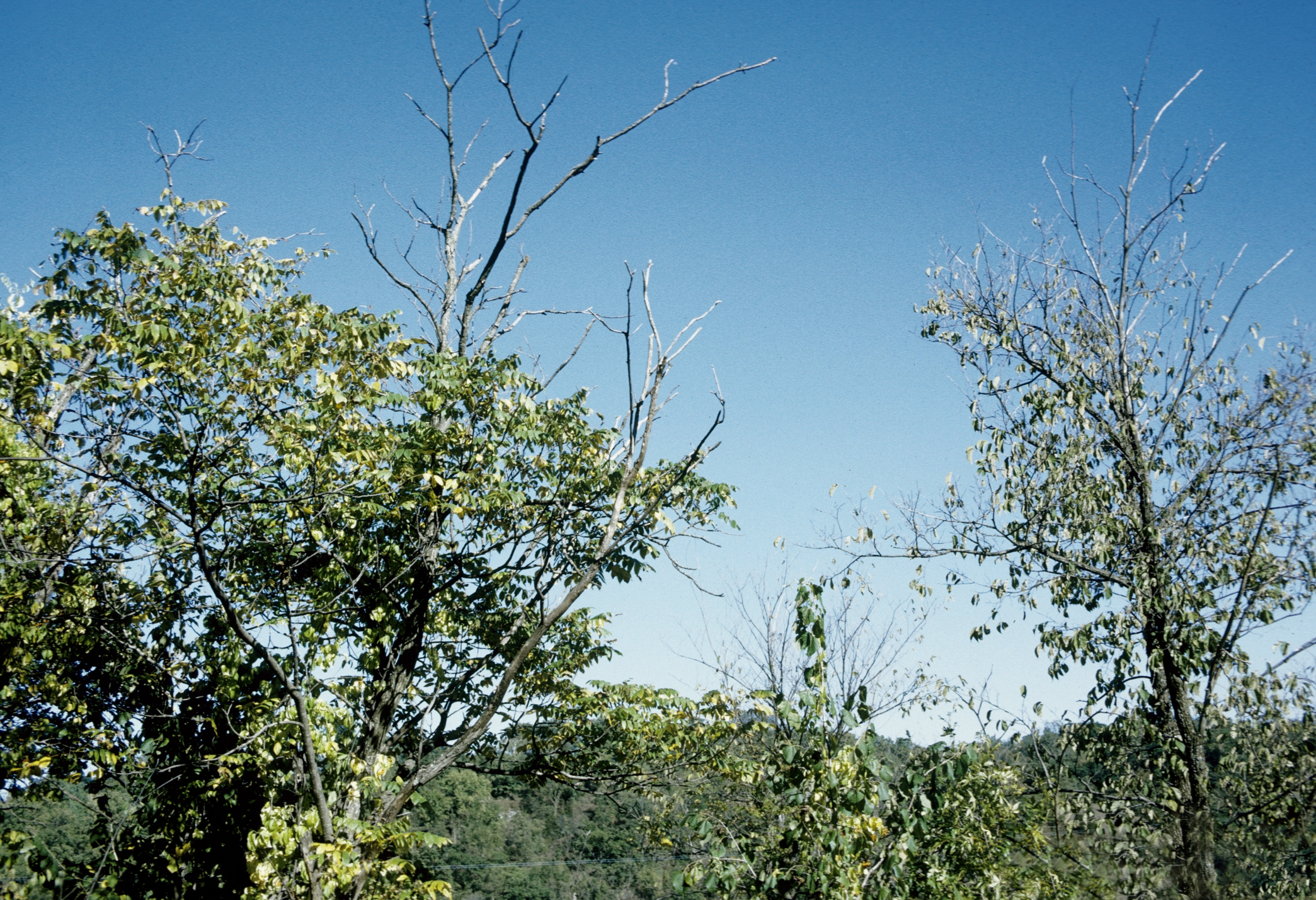